# 中井和哉
中井和哉（日语：／ Nakai Kazuya，1967年11月25日—）為日本男性聲優，所屬事務所為青二Production。出身於兵庫縣神戶市，身高169cm，体重64Kg，血型A型。聲線粗獷，辨識度極高。

## 人物簡介

### 經歷
- 本來是公務員，想要利用周末等休息日“能學習些什麼嗎”，偶然地去鄰近的養成所。
- 初次登場就一下子靠鋼彈（機動新世紀鋼彈X的威茲·蘇）得到了工作，之後就暫時沒有引人注目的活動，進行narration（旁白）的學習。
- 之後憑藉被提拔為ONE PIECE的羅羅亞·索隆的機會，作為電視與遊戲的聲優活躍至今。（27歲時想做聲優截止到グレネーダー～ほほえみの閃士～radio的公開錄音日2005年8月14日整十週年）。
- 很喜歡銀河漂流バイファム這部作品裡面13個人物都喜歡，但因為曾經拜託動畫的老師畫了其中一個カチワ不好意思全部13個人都拜託對方畫，所以常常被認為是喜歡カチワ。2011年獲第5回聲優獎配角男聲優獎。

### 軼事
- 在作為嘉賓參加高橋美佳子的美佳子@ぱよぱよ的節目時，高橋問他覺得人妻（別人的妻子）有什麼魅力？回答：“除了自己的妻子之外沒覺得其他人有什麼魅力……”
- 曾是市役所的原公務員，而且工作了7年之久。
- 天氣好的日子裡會在事務所里大聲喊“我回來了！”以前有人問他“你的特技是？”回答：“全部家務都很拿手！我可是個很好的老公哦！”
- 但是後來在戰國BASARA2007春之陣中，fans寄信來提到“如果讓伊達政宗做菜...”時，他馬上強烈的表示“我不會做菜喔，我不會做菜喔，我、不會，做菜喔！”（究竟是為什麼強烈到這個地步了），於是“做家務”這一特長變成了迷一般的存在。
- 早上起來的時候枕頭有牙齒印，也就是說有咬枕頭的嗜好……比起小哉配的索隆，他老婆更喜歡山治……
- 配音角色的劍士率很高，獨眼率也很高。在一次Radio訪談中提到，在做聲優前的工作是在市役所做公務員，主要做測量工作。所謂的測量工作，就是立一個三角支架上面有望遠鏡那種的，通過那個望遠鏡測量馬路啊，建築啊之類的工作。因為“沒有”特長，所以在填表寫“特長”這一欄的時候，他通常都會寫上“測量”。
- 2011年的聲優直筆中的回答：〈工作格言〉能做到的事絕不偷懶、〈喜歡的影片〉Field of dream、〈喜歡的類型〉克蕾莉絲（魯邦三世的角色，聲優是島本須美）
- 2011年某期惡魔阿薩謝爾radio中被小野坂昌也問到青二巧克力王之謎時說，每到白色情人節時都會寄出明信片作為巧克力的回禮，這是來自妻子的提議，每到那時也是自己在妻子和妻子朋友的幫助下親手作業的。從第一年收到2、3個開始一直堅持到現在。
- 2012年白色情人節在回禮給fans的明信片中寫道，這一回是回禮的最後一次了，這是由於自己面對太多人應付不來而導致的，雖然今後不能回禮，但是感激的心情絲毫未變。

## 演出作品
※主要角色以粗體顯示

### 電視動畫
1995年
- 空想科學世界（サイ（第33話））【出道作】
- 近所物語（男學生）

1996年
- 奇天烈大百科（警官）
- 靈異教師神眉（年輕的男性、男子）
- 逮捕令（若造、男性）
- 機動新世紀GUNDAM X（威茲·蘇）
- 美少女戰士Sailor Stars（淺沼一等）
- 七龍珠GT（士兵、村人）

1998年
- 爆笑吸血鬼 99（副駕駛人）
- 守護月天（理科老師）
- 遊戲王（男學生）

1999年
- 神奇寶貝無印版（守雄、信太郎）
- ONE PIECE（羅羅亞·索隆、功夫海牛、皮耶爾、「風」治五郎、山羊大猩猩殭屍、薩魯戴斯、冒牌山治（多利布）、キノコンダ、藍道夫的鶴、夏洛特·努斯托爾迪）※ 中井和哉在《ONE PIECE》中的配音除索隆以外的人物，大多皆是以粗忽屋西神戶店的名義來稱呼
- 星方天使（賽爾修）

2001年
- RUN=DIM（宮內真平）
- 厄夜怪客（炎‧瓦倫丁）
- 第一神拳（記者、擂台實況、考試會場的青年）
- 淘氣小樂樂（豬肝韭菜）

2002年
- 青出於藍（鈴木）
- 十二國記（凱之、蛛枕）
- 名偵探柯南（小手川峻）

2003年
- 戰爭程序員白瀨（白瀨慧）
- 廢棄公主（葛裏爾、索柯姆）
- 釣魚迷日記（麵三郎）

2004年
- 犬夜叉（星黃泉-138話）
- 微笑的閃士（虎島彌次郎）
- 混沌武士(Samurai Champloo)（無幻）
- 機動戰士GUNDAM SEED（馬爾奇歐導師）
- 仙境傳說（Ragnarok the Animation）（伊魯卡）
- 鼻毛真拳（鉛筆盒）
- 怪醫黑傑克（老師、金剛）

2005年
- 到另一個你的身邊去（鴉）（noein）
- 聖魔之血（托雷士·伊庫斯）
- 超人力霸王馬克斯 （超人力霸王馬克斯）

2006年
- 獸王星（薩奇）
- 銀魂（土方十四郎、宅十四）
- ×××HOLiC（百目鬼靜）
- 死亡筆記本（模木完造）
- 數碼寶貝拯救者（迦奧獸）
- 工作一姐（菅原文哉）
- 神奇寶貝鑽石&珍珠（尚志）

2007年
- 星界死者之書（ガルナザル）
- 鬼太郎第5作（目目連）
- 驅魔少年（ゴズ）
- 交響情人夢（江藤耕造）

2008年
- 鬼太郎第5作（哲也）
- 屍姬赫-（萩野）
- 西洋古董洋菓子店（誘拐犯）
- 死亡筆記本（模木完造）
- 火影忍者疾風傳（不立土）
- ×××HOLiC◆繼（百目鬼靜[1]、百目鬼遙）
- 魔人偵探腦嚙涅羅（伊原則之）#14
- 無限之住人（凶戴鬥）

2009年
- 明日的與一!（鷲津涼）
- 機巧魔神（加賀篝隆也）
- 機巧魔神2（加賀篝隆也）
- KIDDY GiRL-AND（トーチ）
- 你好 安妮 ～Before Green Gables（艾倫·艾凡斯）
- 地獄少女 三鼎（都築欣也）
- 07-GHOST神幻拍檔（葛城桂木）
- 戰國BASARA（伊達政宗）
- 戰場女武神（扎卡）
- 信蜂（捷基‧比柏）
- 鋼之鍊金術師FA（邁爾斯）
- 初戀限定（武居源五郎）
- 白色相簿（田丸）
- 道子與哈金（ジュニーニョ）

2010年
- 江戶盜賊團五葉（仙吉）
- 戰國BASARA貳（伊達政宗）
- 信蜂Reverse（捷基‧比柏）
- 傳說的勇者的傳說（雷法爾・艾迪亞）
- 鋼之鍊金術師FA（邁爾斯）
- 無頭騎士異聞錄 DuRaRaRa!!（丸岡銀次郎）

2011年
- 放浪男孩（稅所學）
- 青之驅魔師（勝呂龍士）
- 銀魂'（土方十四郎）
- 花牌情緣（木梨浩）
- 日常 撲克牌<黑桃3>（第十七話片尾旁白）
- 戰國鬼才傳（伊達政宗）
- 放浪男孩（稅所學）
- 召喚惡魔（沙拉曼達公威）
- 熱拳本色 世界大會篇（テーセウス）

2012年
- 影子籃球員（今吉翔一）
- 光明之心 ～幸福的麵包～（迪倫）
- BRAVE10（根津甚八）
- 伊克西翁傳說（森格倫）
- 只要妳說妳愛我（黑澤大地）
- 頭文字D Fifth Stage（池田龍次）

2013年
- 槍彈辯駁 希望學園與絕望高中生 The Animation（大和田紋土）
- 花牌情緣2（木梨浩）
- 幕末義人傳浪漫（浪漫）
- 召喚惡魔2（沙拉曼達公威）
- 黑子的籃球 第2季（今吉翔一）

2014年
- ALDNOAH.ZERO（鞠戶孝一郎）
- 宇宙浪子（多爾夫）
- 戰國BASARA Judge End（伊達政宗）
- 愚者信長（亞歷山大）
- 魔法戰爭（鷲津吉平）
- 英雄銀行（兼丸福太）

2015年
- 鋼彈 G Reconquista（奇亞·穆貝基）
- 死亡遊行（隆史）
- ALDNOAH.ZERO 第2季（鞠戶孝一郎）
- 銀魂°（土方十四郎／土方Ⅹ子）
- 血界戰線（札布·雷夫洛）
- 噬神者（索瑪·西克札爾）
- 無頭騎士異聞錄 DuRaRaRa!!×2 轉（丸岡銀次郎）
- 龙珠超（古玛）

2016年
- 鬼牌遊戲（福本／鹽塚朔／草薙行仁）
- 魔奇少年 辛巴達的冒險（旁白）
- 美男高校地球防衛部LOVE！LOVE！（聖夜一人）
- 少女編號（九頭P[2]）

2017年
- 青之驅魔師 京都不淨王篇（勝呂龍士）
- ALL OUT!!（櫻廉平）
- 境界之輪迴 第3期（聖靈）
- 妖怪公寓的優雅日常（深瀨明）
- 將國戡亂記（巴拉班）
- KAITO×ANSA（矢川來道）
- 血界戰線 & BEYOND（札布·雷夫洛）

2018年
- 邪神與廚二病少女（長髮）
- 關於我轉生變成史萊姆這檔事（拉普拉斯）
- 學園BASARA（伊達政宗[3]）
- BORUTO-火影新世代-NARUTO NEXT GENERATIONS-（大筒木浦式）

2019年
- RobiHachi（洛比·雅金、由瑪·雅金）
- 炎炎消防隊（秋樽櫻備[4]）
- 星合之空（京終健二）
- 籃球少年王（千葉真一）
- 花牌情緣3（木梨浩）
- 鑽石王牌 actII（明石聖也）

2020年
- 炎炎消防隊 貳之章（秋樽櫻備）
- 夢夢貓（舞良的爸爸）
- 小碧藍幻想！（尤斯提斯）

2021年
- 夢夢貓 Mix！（舞良的爸爸）
- 急戰5秒殊死鬥（霧崎圓）
- 關於我轉生變成史萊姆這檔事 第2期（拉普拉斯）
- 我的英雄學院 第5期（弗雷克特·丹恩）
- 陰晴不定的體操哥哥（卡佩里尼降漬）
- 叫我對大哥（狂犬）
- 特斯拉筆記（冰見恭平）
- 數碼寶貝幽靈遊戲（安哥拉獸）[5]

2022年
- Futsal Boys!!!!!（大和嵐）
- Love All Play（海老原仁[6]）
- 骸骨騎士大人異世界冒險中（傅巴）
- 異世界藥局（卡謬·薩德）
- 麵包超人（星星細菌人）

2023年
- 天國大魔境（稻崎露敏[7]）
- 逃走中 THE GREAT MISSION（シグマレッドウィング[8]）
- 寶可夢地平線（寇沙[9]）
- 轉生成自動販賣機的我今天也在迷宮徘徊（凱利歐爾[10]）

2024年
- 青之驅魔師 島根啟明結社篇（勝呂龍士[11]）
- 最弱魔物使開始了撿垃圾之旅。（馬爾力克）
- 關於我轉生變成史萊姆這檔事 第3期（拉普拉斯）
- 終末的火車前往何方？（波奇）
- 膽大黨（賽伯星人A、B、C、D、E、F[12]）
- 青之驅魔師 雪之盡頭篇（勝呂龍士[13]）
- 唯願來世不相識（深山萼[14]）
- 噗妮露是可愛史萊姆（真戶博士[15]）
- MF GHOST 燃油車鬥魂（池田龍次）
- 魔法光源股份有限公司（及川真幸）
- 神劍闖江湖－明治劍客浪漫譚－ 京都動亂（新井赤空[16]）

2025年
- 青之驅魔師 終夜篇（勝呂龍士）
- 不幸職業【鑑定士】其實是最強的（修德拉）
- 炎炎消防隊 參之章（秋樽櫻備[17]）
- 轉生成自動販賣機的我今天也在迷宮徘徊 2nd season（凱利歐爾[18]）
- 鬼人幻燈抄（岡田貴一[19]）
- 銀魂多重宇宙動畫「3年Z班銀八老師」（土方十四郎[20]）

### 网路动画
2020年
- 超级七龙珠群雄（魔神萨尔莎）

2022年
- 四疊半時光機藍調（樋口師傅）

2024年
- MONSTERS 一百三情飛龍侍極（龍、旁白、羅羅亞·索隆）[21]

### OVA
1998年
- 青之6號（商隊隊長）

2002年
- 聖鬥士星矢 THE LOST CANVAS 冥王神話（摩羯座 艾爾熙德）

2006年
- 劇場版銀魂 〜白夜叉降誕〜 予告篇（土方十四郎）

2008年
- ONE PIECE ROMANCE DAWN STORY（羅羅亞·索隆）

2011年
- Fate/Prototype（Lancer）

2014年
- 魔奇少年 辛巴達的冒險（旁白）※漫畫第3巻附OVA特別版
- 魔奇少年 辛巴達的冒險（旁白）※漫畫第4巻附OVA特別版
- 魔奇少年 辛巴達的冒險（旁白）※漫畫第5巻附OVA特別版

2015年
- 銀魂（土方十四郎）※漫畫第58卷OAD同捆版
- 魔奇少年 辛巴達的冒險（旁白）※漫畫第6巻附OVA特別版
- 魔奇少年 辛巴達的冒險（旁白）※漫畫第7巻附OVA特別版

2016年
- 血界戰線（札布·雷夫洛）

2018年
- 血界戰線 & BEYOND（札布·雷夫洛）

2021年
- Fate/Grand Carnival（庫丘林〔Prototype〕）

### 劇場版動畫
1995年
- 劇場版美少女戰士SuperS（オランジャ）

2000年
- ONE PIECE 黃金島大冒險（羅羅亞·索隆）

2001年
- ONE PIECE 發條島的冒險（羅羅亞·索隆）

2002年
- ONE PIECE 珍獸島之喬巴王國（羅羅亞·索隆）

2003年
- ONE PIECE 死亡盡頭的冒險（羅羅亞·索隆）

2004年
- ONE PIECE 被詛咒的聖劍（羅羅亞·索隆）

2005年
- 劇場版×××HOLiC 仲夏夜之夢（百目鬼靜）
- ONE PIECE 祭典男爵與神祕島（羅羅亞·索隆）

2006年
- 數碼寶貝拯救隊 THE MOVIE 究極力量！Burst Mode發動！！（迦奧獸）
- ONE PIECE 機關城的機械巨兵（羅羅亞·索隆）

2007年
- ONE PIECE 阿拉巴斯坦戰記 沙漠王女與海賊們（羅羅亞·索隆）

2008年
- ONE PIECE THE MOVIE 喬巴身世之謎：冬季綻放、奇跡的櫻花（羅羅亞·索隆）

2009年
- ONE PIECE FILM 強者天下（羅羅亞·索隆）

2010年
- 銀魂劇場版 新譯紅櫻篇（土方十四郎）
- 劇場版BLEACH 地獄篇（黑刀）
- 破刃之劍 BROKEN BLADE 系列（波魯裘斯）
  - 第三章 凶刃之痕
  - 第四章 慘禍之地
- 『殼中少女 壓縮』（謝爾‧賽普提諾斯）

2011年
- 戰國BASARA -The Last Party-（伊達政宗）
- 破刃之劍 BROKEN BLADE 系列（波魯裘斯）
  - 第五章 死線之涯
  - 第六章 慟哭之寨
- 『殼中少女 燃燒』（謝爾‧賽普提諾斯）
- ONE PIECE 3D 追逐草帽大冒險（羅羅亞·索隆）

2012年
- 『殼中少女 排氣』（謝爾‧賽普提諾斯）
- 虹色螢火蟲～永遠的暑假～（ケンゾー〈大人〉）
- 青之驅魔師（勝呂龍士）
- ONE PIECE FILM Z（羅羅亞·索隆）

2013年
- 銀魂完結篇 永遠的萬事屋（土方十四郎）

2014年
- 名偵探柯南：異次元的狙擊手（提摩西·杭特〈ティモシー・ハンター，Timothy Hunte〉）

2015年
- 七龍珠Z 復活的F（古玛）

2016年
- ONE PIECE FILM GOLD（羅羅亞·索隆）

2017年
- 春宵苦短，少女前進吧！（樋口師匠[22]）

2018年
- 文豪Stray Dogs DEAD APPLE（澀澤龍彥）

2019年
- 航海王：奪寶爭霸戰（羅羅亞·索隆）

2021年
- 銀魂 THE FINAL（土方十四郎）
- 我的英雄學院：世界英雄任務（弗雷克特·丹恩）

2022年
- ONE PIECE FILM RED（羅羅亞·索隆）

2023年
- 鬼太郎誕生 咯咯咯之謎（龍賀孝三[23]）

### 遊戲
- 阴阳师（鬼使黑）
- 英雄傳說 軌跡系列（亞雷克斯·達德利）
  - [PSP]英雄傳說 零之軌跡
  - [PSP]英雄傳說 碧之軌跡
  - [PS VITA] 英雄傳說 零之軌跡 Evolution
  - [PS VITA] 英雄傳說 碧之軌跡 Evolution
  - [PS4/PS5] 英雄傳說 創之軌跡
- 戰國BASARA系列（伊達政宗）
- 三國無雙、真·三國無雙系列、無雙大蛇系列（夏侯惇、典韋）
- ONE PIECE系列（羅羅亞·索隆）
  - 航海王：海賊無雙（羅羅亞·索隆）
- 最終幻想X、最終幻想X-2（瓦卡）
- 光明之風（ヒョウウン）「冰雲」
- 光明與黑暗序戰篇-EXA（多卡）
- ウィル・オ・ウィスプ（ウィル）
- ×××HOLiC〜四月一日の十六夜草話〜（百目鬼靜）
- SD 鋼彈 G世代（ラナロウ・シェイド、エイガー、ウィッツ・スー）
- 心跳回憶 Girl's Side 2nd Kiss（志波 勝己）
- 心跳回憶 Girl's Side 2nd Season（志波 勝己）
- DUEL LOVE 戀愛少女是勝利女神（伊達正義）
- 洛克人ZERO系列（鬥將法布尼爾）
- 洛克人ZX（Model F）
- 戰場女武神（ザカ）
- 幻想戰記（皇帝 萊依魯·庫·貝魯達·蓋布蘭）
- 召喚之夜：孿生時代 精靈們的共鳴（納斯爾）
- 幕末戀華 新選組DS（原田佐之助）
- 九十九夜（克拉朗）
- 绯色流星（威尔  Will）
- 噬神者 (索瑪・西克札爾)
- 女神異聞錄3 (荒垣真次郎)
- 三葉草之國的愛麗絲(クローバーの国のアリス) (葛雷‧林格馬克)
- 小丑國的愛麗絲(ジョーカーの國のアリス) (葛雷‧林格馬克)
- 槍彈辯駁 希望學園與絕望高中生（大和田紋土）
- 最終幻想 紛爭012（吉爾伽美什）
- 最終幻想 零式（吉爾伽美什）
- 最終幻想世界（吉爾伽美什）
- 光明之心（迪倫）
- [PSP]恋戦隊LOVE＆PEACE THE P.S.P（黑峰継）
- [PSP]死神稼業～怪談ロマンス～（黒門蓮司）
- 現在就想告訴哥哥，我是妹妹！（三谷直真）
- Unlight（伯恩哈德）
- 七龙珠群雄（古玛）
- 超级七龙珠群雄（魔神萨尔莎、古玛）
- Fate/Grand Order（库·丘林[Prototype]、貝奧武夫）
- 5人の恋プリンス-ヒミツの契約結婚（二階堂 希）
- 人中之龍3（錦山組成員 長谷部）
- 人中之龍0 誓言的場所（夜總會奧德賽經理 山形）
- 人中之龍 極2 真島篇（夜總會奧德賽經理 山形）
- 在茜色的世界與君詠唱（織田信長）
- 夢間集（青光利劍）
- 蒼之紀元 (哥倫布)
- JUMP FORCE（罗罗亚·索隆）
- 末日之子-重生(魯尼、雷歐)
- 對馬戰鬼(境井仁)
- 明日方舟（山）
- 聖火降魔錄 英雄雲集（阿斯托利亞、赫爾賓迪）
- 傳說對決（龍馬 血煞閻魔刃）
- 緋夜傳奇（時雨）
- 天堂的陌生人 最终幻想起源（吉爾伽美什）

### 特攝電視劇
2004年
- 特搜戰隊刑事連者（烏尼加）

2005年
- 假面骑士响鬼（假面骑士锐鬼之声）

2008年
- 炎神戰隊轟音者（害地副大臣-比拉梅奇美狄斯）

2017年
- 宇宙戰隊九連者（豺狼藍 / 加魯Garu）

### 外語配音
- 奧本海默 （大衛·希爾）

## 外部連結
- 中井和哉（页面存档备份，存于）－日本電影數據庫（日語）
- 中井和哉（页面存档备份，存于）－allcinema（日语：allcinema）（日語）
- 中井和哉（页面存档备份，存于）－Kinema旬報電影檔案資料庫（日语：キネマ旬報映画データベース）（日語）
- Nakai Kazuya（页面存档备份，存于）－網路電影資料庫（英文）
- 中井和哉 Movie Walker（页面存档备份，存于）（日語）
- 青二Production官網的聲優簡介（页面存档备份，存于）（日語）

| 前任： 柳美稀 （動物戰隊獸王者） | 日本超級戰隊系列藍色戰士演員 (聲演) 宇宙戰隊九連者 同期：田口翔大 2017年2月12日-2018年2月4日 | 繼任： 濱正悟 （快盜戰隊魯邦連者VS警察戰隊巡邏連者） |